# Thomas Tschäge
Thomas Tschäge (* 3. November 1969 in Hoyerswerda; † 8. Februar 2018) war ein deutscher Radrennfahrer.

## Sportliche Laufbahn
Tschäge startete für den SC Cottbus, nachdem er im Sportclub Hoyerswerda mit dem Radsport begonnen hatte. 1990 wechselte er zum Radsport-Club 90 in Frankfurt (Oder).  Thomas Tschäge wurde 1982 zweifacher DDR-Meister und gewann Gold bei der IX. Kinder- und Jugendspartakiade der Altersklasse 13 in Leipzig. 1985 wurde er erneut DDR-Jugendmeister im Sprint und im 500-Meter-Zeitfahren, diesmal der Altersklasse 15. 
Sein bedeutendster Erfolg war der Gewinn der Silbermedaille im Sprint bei den UCI-Bahn-Weltmeisterschaften der Junioren 1987. Ein Jahr später startete er in der Männerklasse und bestritt Rennen in der Bahnnationalmannschaft der DDR. Er konnte jeweils Dritter der Großen Preise von Polen und Budapest werden.